# Boophis occidentalis
Boophis occidentalis es una especie de anfibios de la familia Mantellidae.
Es endémica de Madagascar.
Su hábitat natural incluye bosques tropicales o subtropicales secos, ríos, tierras de pastos, áreas urbanas y zonas previamente boscosas ahora muy degradadas.
Está amenazada de extinción por la pérdida de su hábitat natural.